# 7108 Нефедов
7108 Нефедов (7108 Nefedov) — астероїд головного поясу, відкритий 2 вересня 1981 року.
Тіссеранів параметр щодо Юпітера — 3,234.